# 小行星7382
小行星7382（7382 Bozhenkova）是一颗绕太阳运转的小行星，为主小行星带小行星。该小行星于1981年9月8日发现。

## 轨道参数
小行星7382的轨道半长轴为3.1782731 UA，离心率为0.243。